# Goodbye to Romance
Goodbye to Romance är det fjärde studioalbumet av popgruppen Melody Club, släppt den 22 april 2009. 
Bandet spelade in och producerade albumet på egen hand i den egna studion Panama Studios på Södermalm i Stockholm. Kristofer Östergren illustrerade konvolutet, som gick seriemagasinstil från 60-talet. 
Från albumet släpptes singlarna Girls Don't Always Wanna Have Fun (singel #1), The Only Ones (singel #2) och Where Do I Belong  (singel #3). 

## Låtlista
1. On the Run
2. She's the Girl
3. Where Do I Belong
4. Girls Don't Always Wanna Have Fun
5. Devil in You
6. Eighteen
7. The Only Ones
8. Do You Wanna Dance
9. High Society Girl
10. Oh Candy Call Me

## Listplaceringar
| Lista (2009) | Topplacering |
| ------------ | ------------ |
| Sverige      | 18           |

### Fotnoter
1. ↑  ”Goodbye to Romance”. Swedishcharts. 26 februari 2009. Arkiverad från originalet den 4 mars 2016. https://web.archive.org/web/20160304084432/http://hitparad.se/showitem.asp?interpret=Melody+Club&titel=Goodbye+To+Romance&cat=a. Läst 25 december 2009.